# Scally

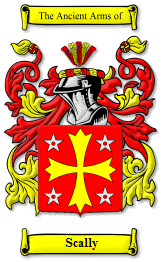
Crest

Scally è un cognome di origine irlandese.
Variazioni:
- Scully
- Skelly
- O'Scully
- Scullin
- Scullane

## Origine
Scally è una versione inglese del gaelico "O'Scolaidhe" che significa "discendente dello scienziato".